# Поверхностная височная артерия
Поверхностная височная артерия (лат. arteria temporalis superficialis) — конечная ветвь наружной сонной артерии, более тонкая, чем другая её конечная ветвь — верхнечелюстная артерия.

## Топография
Лежит сначала в околоушной слюнной железе впереди ушной раковины, далее над корнем скулового отростка. Несколько выше ушной раковины, на уровне скуловой дуги, а чаще на 2—4 см выше ее  разделяется на конечные ветви: переднюю лобную, заднюю теменную ветви, варьирующие по диаметру, числу отходящих от них ветвей и их анастомозов с ветвями наружной и внутренней сонных артерий. 

## Ветвление
От поверхностной височной артерии по её ходу отходят следующие ветви: поперечная артерия лица, скулоглазничная артерия, средняя височная артерия, а также веточки к околоушной железе.
1. Поперечная артерия лица (лат. arteria transversa faciei) располагается между скуловой дугой и выводным протоком околоушной железы, кровоснабжает мимические мышцы, кожу подглазничной и щёчной областей;
2. Скулоглазничная артерия (лат. arteria zygomaticoorbitalis) направляется к латеральному углу глазницы, кровоснабжает круговую мышцу глаза;
3. Средняя височная артерия (лат. arteria temporalis media) кровоснабжает височную мышцу;
4. Околоушные ветви (лат. rr. parotidei) направляются к околоушной железе;
5. Передние ушные ветви (лат. rr. auriculares anteriores) к ушной раковине и наружному слуховому проходу[4].